# 北投石

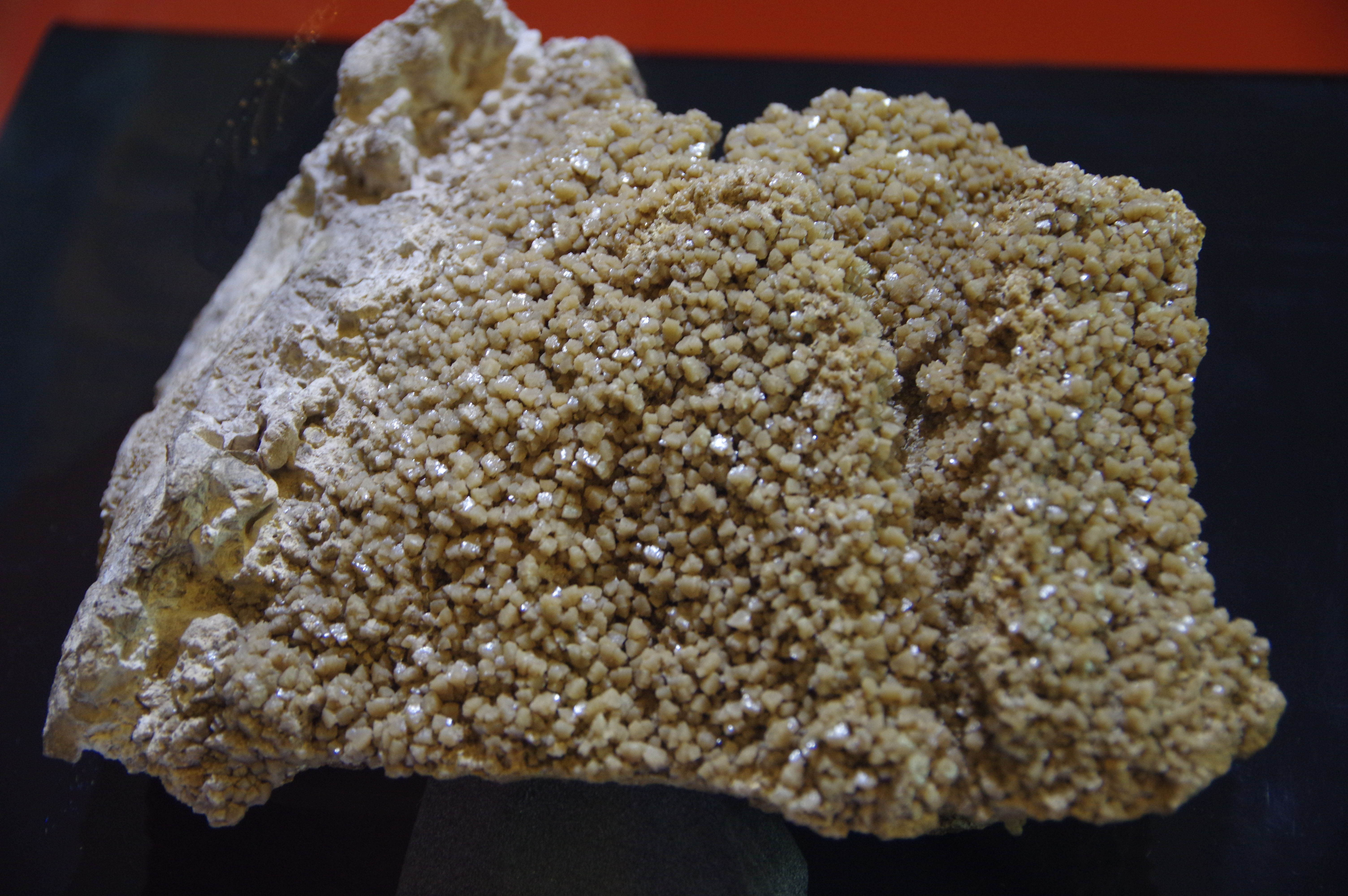
北投石（北投温泉産出）。国立台湾博物館収蔵

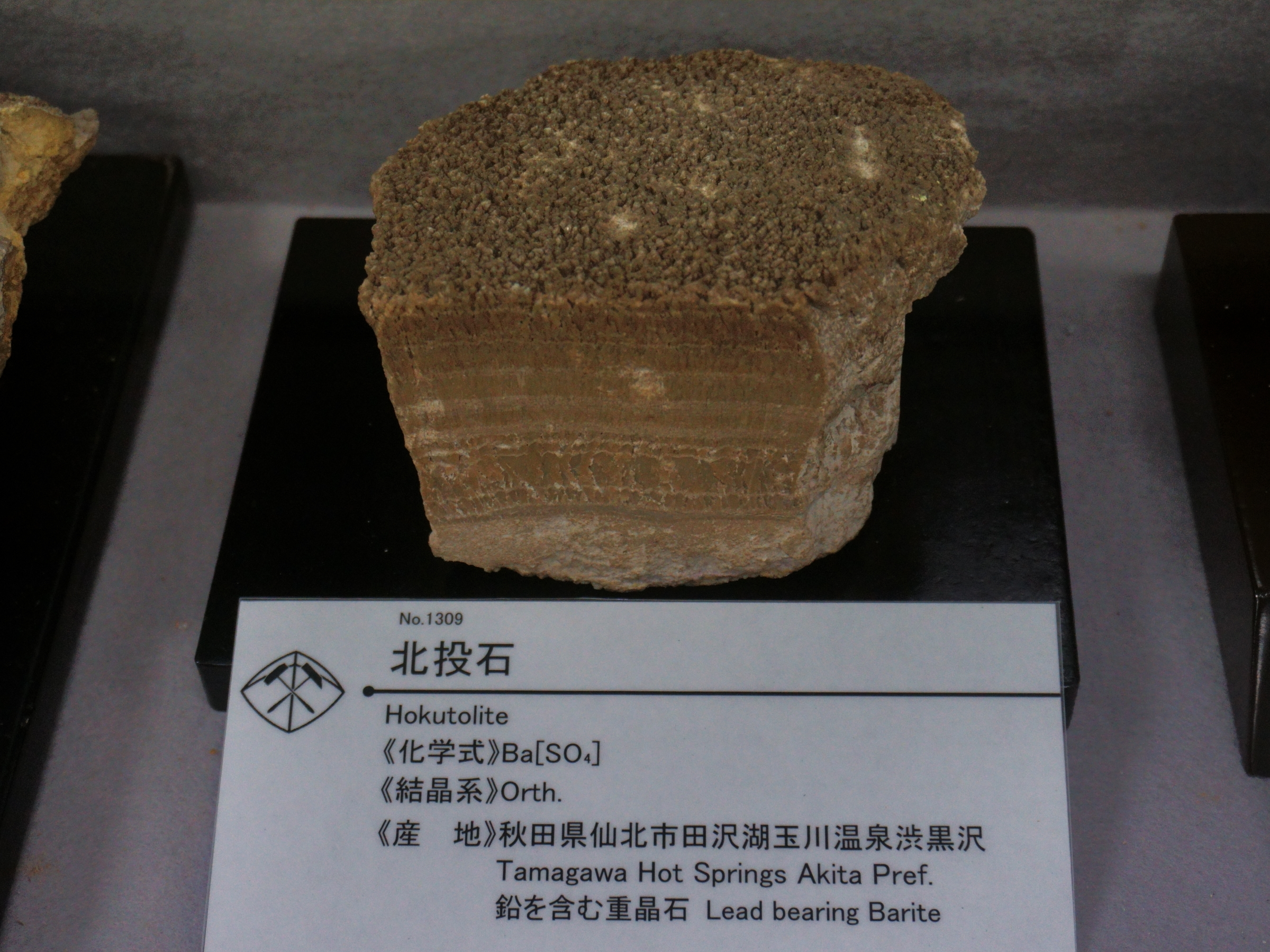
北投石（玉川温泉産出）。秋田大学附属鉱業博物館収蔵

北投石（ほくとうせき、英語: hokutolite）は北投温泉で発見された鉱物で、学術的には独立種とはいえず「含鉛重晶石」と呼ばれ重晶石の亜種として扱われる。世界でも台湾台北市北投区の北投温泉と日本秋田県の玉川温泉からしか産出しない。

## 概要
1905年（明治38年）に地質学者岡本要八郎が台北州七星郡北投街の瀧乃湯で入浴した帰りに付近の川で発見した。その後、この鉱物がラジウム等を含み放射性を持つ北投温泉独特の鉱物（後に玉川温泉で産出する物も同じ物であると認定された）であるとされた。1913年（大正2年）に東京帝大の鉱物学者神保小虎によって命名され、1933年（昭和8年）に台湾総督府によって天然記念物に指定された。
玉川温泉産出のものは神保小虎によって北投石と同じものであると認定される以前は澁黑石と呼ばれていた。菅沼市蔵は、玉川温泉産の北投石を区別するため、「秋田北投石」、"Akita Hokutolite" と表記している。
台湾（中華民国）でも、2000年に「自然文化景觀」に指定されている。
北投石の組成は (Ba,Pb)SO4 で、およそBa:Pb=4:1の割合で含まれる。放射性のラジウムを大量に含む温泉沈殿物重晶石（硫酸バリウム）である。
岡本が北投石を発見してから100年目にあたる 2005年に、台北市において北投石発見100年を記念する国際会議が開催され、日本から30人以上が参加した。

## 北投石の成分分析
| 成分  | 組成% |
| ----- | ----- |
| SO3   | 30.81 |
| PbO   | 21.96 |
| BaO   | 32.04 |
| SrO   | 00.93 |
| CaO   | 00.51 |
| Al2O3 | 00.88 |
| Fe2O3 | 03.93 |
| MgO   | 01.04 |
| Na2O  | 00.53 |
| K2O   | 0     |
| P2O5  | 00.01 |
| SiO2  | 01.27 |
| F     | 存在  |
| H2O   | 02.53 |
| 合計  | 99.44 |

1908年3月、東京帝国大学理学部（当時は東京帝国大学理科大学と呼ばれた）の垪和為昌は神保小虎教授から北投石の成分分析を依頼された。この分析を当時化学科の1年生だった飯盛里安、柿内三郎、靑木芳彦の3名の学生に命じた。この際、垪和はこの鉱物にウランを含んでいないか綿密に調査するように指示を与えた。飯盛によると、ラジウムを含む鉱物に通常含まれる親核種のウランが検出されなかった。方法を変えて再三再四試みたが、それでもウランは検出されなかった。これについて垪和は「この鉱物は水成鉱物であるからラジウムだけが偶然ウランから離れて沈積したものであろう」と見解を述べた。斎藤信房はこれは今日から見ても卓見であろう、と述べている。この分析値は日本鉱物誌第二版に掲載された。飯盛はこの分析によって放射化学に興味を持ち、以後放射化学への道に進むことになった。

北投石中のラジウム含有量は1929年に吉村恂が測定した。結果は北投温泉産のものは1.73×10−7 % 玉川温泉産のものは1.22×10−7 % であった。飯盛によると、この鉱物が放射平衡にあるウラン鉱物であると仮定すると北投温泉産のものはウランをUO3として約0.61 %含むはずであり、平衡に達していなければさらに多くのウランを含むはずなので、化学分析で十分に検出可能である。しかるに垪和の予想に反してウランが検出されなかったので、垪和は慎重を期して3人の学生に分析を命じてその平均値を採用し、日本鉱物誌に掲載した。右表は『日本鉱物誌』第2版（1916年）に掲載された飯盛らによる北投石（北投温泉産）の分析結果である。この分析結果は、のちの研究者たちに高く評価されている。

## 玉川温泉の北投石
「玉川温泉の北投石」は、1922年（大正11年）に天然記念物に指定され、1952年（昭和27年）には特別天然記念物に指定されている。現在は採取が禁止されているが、「健康によい」さらには「末期癌をも治す効果がある」などとしばしばマスメディア等で取り上げられることから盗掘は後を絶たず、2004年には摘発された事例もある。

## 北投温泉産北投石と玉川温泉産北投石の相違点
北投温泉産と玉川温泉産の北投石は、鉛を含む重晶石の変種ということで同じ鉱物とみなされているが、詳細に調べると、いくつかの相違点がある。
1. 玉川温泉産の北投石はサンプル毎にBaSO4とPbSO4の比率がかなり大きい範囲で変動するのに対し、北投温泉産のそれは、ほぼ一定である。（Baのモル%は、玉川温泉産は 80 - 97%, 北投温泉産は 71 - 72% [14])
2. 玉川温泉産はBaSO4が主成分であり、ほとんど重晶石と同じであることもある（つまりPbSO4をほとんど含んでいないこともある）。
3. 北投温泉産は常にかっ色だが、玉川温泉産は、通常のかっ色の他に、淡黄色やほとんど白色のものもある。
4. 特に注目すべき相違点は、玉川温泉産の方が多種類の希元素を含むことである。特に放射能がラジウム系列の元素だけでなく、トリウム系列の元素にもよることである。トリウムとその放射性沈殿物の存在は化学分析と放射化学的実験から確認されている。
5. 典型的な玉川温泉産の北投石は、北投温泉産と同じようなかっ色の多数の微斜方晶からなるが、白色とかっ色の薄い層が規則的に重なる構造が見られる。北投温泉産の方にはこのような明確な構造は見られない。

白色層とかっ色層を分離して個別に分析すると、白色層にはBaSO4とSiO2が多く、かっ色層はPbOとFeOが多かった。PbとFeは、ペンタチオン酸塩(PbS5O6, FeS5O6) の形で存在してることが、いくつかの実験から推定される。この多層構造は、季節による気温の変化や藍藻の影響によると推定される。

## 玉川温泉産北投石中の微量成分
微量成分として以下の元素が定性分析で検出された（一部の元素は定量分析)
- 普通の金属元素では第2族元素の Sr,Ca, Mg および Al, Fe
- 希元素としては Ti, Zr, Th, Ce, La, Pd, Nd およびウラン系列の Ra, Rn, Po

Th は化学分析と、トリウムエマナチオン (Rn220の古い呼び名、トロンとも呼ぶ) の放射性沈着物の減衰曲線から確認された。Ra は非常に微量なので、固体鉱石の放射能と鉱石の溶液から得られたラジウムエマナチオン (Rn222の古い呼び名、ラドンとも呼ぶ) の半減期から確認された。Ra の親核種である U は、フェロシアン化カリウムとの呈色反応で痕跡量が検出された。Ra の壊変物質の一つである Po は、特異な化学反応と、ビスマス板上に沈着させた Po 薄膜の減衰曲線から容易に確認された。したがって玉川温泉産の北投石の放射能は、ラジウム系列とトリウム系列に属する元素に基づくことが確認された。北投温泉産の北投石にはトリウムは含まれていない。

## 玉川温泉産北投石の縞状構造について
菅沼市蔵は玉川温泉産の北投石には、白色層とかっ色層が規則的に重なった構造が見られる、と報告している。このような構造を縞状構造（Banded Structure）と呼ぶ。菅沼は鉛分は白色層に比べてかっ色層の方に多いと報告しているが、その後の調査で白色層の方に鉛分が多いタイプも存在することが判明した。前者を「色正常」、後者を「色異常」と名付けた。どちらのタイプでも、放射能の強さは、白色層の方が強い。「色正常」では鉛分が多いほどかっ色度が強く、「色異常」では鉛分が多いほど白色度が強いことがわかった。鉄含有量と色の強さには明瞭な関係は見出されなかった。放射能の強さに関しては、「色正常」の場合は鉛含有量と負の相関がある（鉛分が多いと放射能が弱くなる）。「色異常」の場合はこの関係が逆になる（鉛分が多いと放射能は強くなる）。鉄含有量と放射能の関係は、色の場合と同様に明確な相関関係が認められなかった。

## 北投石（玉川温泉産）の生成と成因
北投石の成因について最初に言及したのは菅沼市蔵であった。菅沼は以下のような経過をたどって北投石が生成すると推定した。玉川温泉の特徴である高温、強酸性 (96度、pH1 - 2) の源泉水が川を流下して、藍藻 の生育に最適な40度くらいに低下した地点に達すると、川底の岩石（安山岩）の表面に藍藻が付着する。藍藻中に含まれるゼラチン様物質と水中のアルミニウムイオンが、ケイ酸ゾルを凝固させてケイ酸ゲルに変化させ、岩石の表面に吸着したケイ酸ゲルが媒介して、温泉水中の硫酸バリウムや硫酸鉛などの種々の鉱物成分を岩石表面に吸着させる。季節によって変化する水温のために藍藻が死滅したり生育して、その影響によって縞状構造ができる（冬季には積雪のため川に流れ込む水量が減少して水温は高くなり、春には融雪で流入する水量が増加して水温が下がり、藍藻は死滅する）。
これに対して南英一は、玉川温泉における北投石の産状を詳細に調べたところ、藍藻の生育していないところにも北投石が生成しているので、藍藻は必ずしも必要ではない、としているが、岩石表面に鉱物成分が吸着するにはコロイドケイ酸、ケイ酸アルミニウムが岩石表面に生成することが必要であると推定した。また、水温が高くpHが低いときには白色層が、水温が低くpHが高いときはかっ色層が生成すると、推定した。

## 低鉛含有の北投温泉産北投石
従来、玉川温泉産と北投温泉産の北投石は、鉛含有量に違いがあり、別グループに属すると考えられていた（玉川温泉産は PbOとして 1.7 - 14%、北投温泉産は 19 - 30%）。しかし、1989年に北投温泉で行われた下水工事の際に従来のものと外観が異なる北投石が見つかり、鉛含有量が PbOとして 5 - 6% であった。このことから、北投温泉でも、沈殿条件によっては低鉛含有の北投石が生成することが判った。

## 逸話
- 1920年（大正9年）、飯盛がオックスフォード大学に留学した際、指導者教官のフレデリック・ソディ教授はすでに北投石を知っていて「北投石は珍しい鉱物だ、放射性元素の吸着を実証するのに良い例だ、だれが分析したのか」と聞かれて、それは自分であると答えて光栄に感じた、と述べている[7]。
- 1923年（大正12年）4月25日、台湾行啓の折り、北投温泉を訪問した摂政宮皇太子裕仁親王（のちの昭和天皇）は、自身の希望により北投の渓流で「奇石採集」をした[17]。